# Abdelkader Hachlaf
Abdelkader Hachlaf (arabisch عبد القادر حشلاف, DMG ʿAbd al-Qādir Ḥašlāf; * 3. August 1978) ist ein ehemaliger marokkanischer Leichtathlet, der im Mittelstrecken- und Hindernislauf antritt. 2004 wurde er bei einer Dopingkontrolle positiv auf Nandrolon getestet und daraufhin für zwei Jahre gesperrt. Seine jüngere Schwester Halima Hachlaf ist ebenfalls Leichtathletin und hat sich auf den 800-Meter-Lauf spezialisiert.

## Karriere
Im Jahr 2000 gewann er die Marokkanische Meisterschaft im 1500-Meter-Lauf. 2001 siegte Hachlaf im 1500-Meter-Lauf bei den Mittelmeerspielen in Radès, wurde Zweiter bei den Jeux de la Francophonie in Ottawa und belegte bei den Leichtathletik-Weltmeisterschaften in Edmonton den achten Platz. Bei den Leichtathletik-Afrikameisterschaften 2002 in Radès und bei den Leichtathletik-Hallenweltmeisterschaften 2003 in Birmingham gewann er über dieselbe Distanz jeweils die Bronzemedaille. Bei den Crosslauf-Weltmeisterschaften 2003 in Lausanne wurde er im Kurzstreckenrennen Sechzehnter und belegte mit der marokkanischen Mannschaft den dritten Rang in der Nationenwertung.
Danach konzentrierte sich Hachlaf verstärkt auf den Hindernislauf. Bei den Leichtathletik-Weltmeisterschaften 2003 in Paris kam er auf den 13. Platz. Nach dem Ende seiner zweijährigen Dopingsperre gewann er bei den Leichtathletik-Afrikameisterschaften 2006 in Bambous hinter dem Kenianer Paul Kipsiele Koech die Silbermedaille im Hindernislauf. Bei den Leichtathletik-Weltmeisterschaften 2007 in Osaka wurde er Neunter, bei den Olympischen Spielen 2008 in Peking Fünfzehnter.